# Burgstall Mühlberg (Eugendorf)

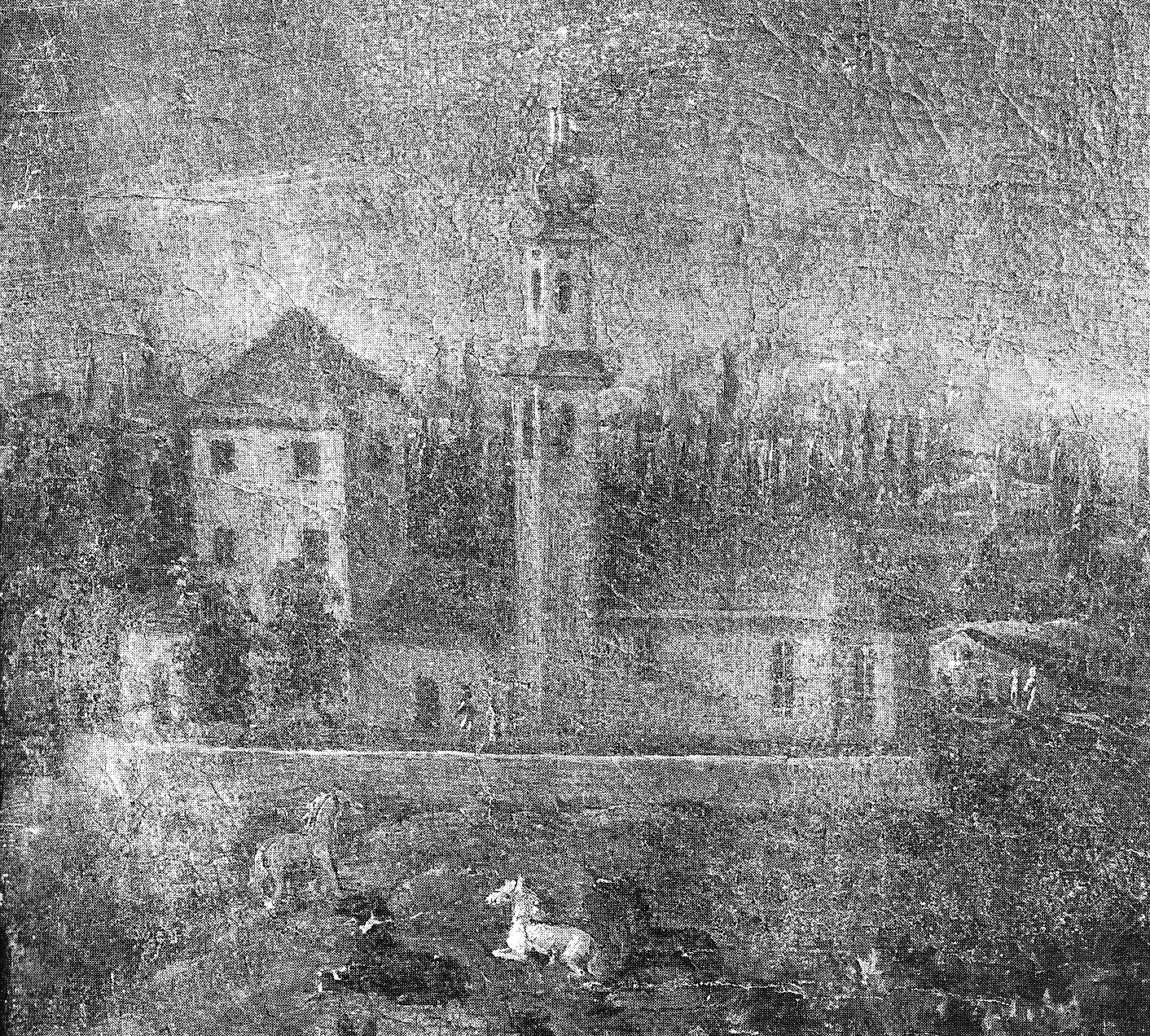
Wehrturm und Kirche in Mühlberg (1770)

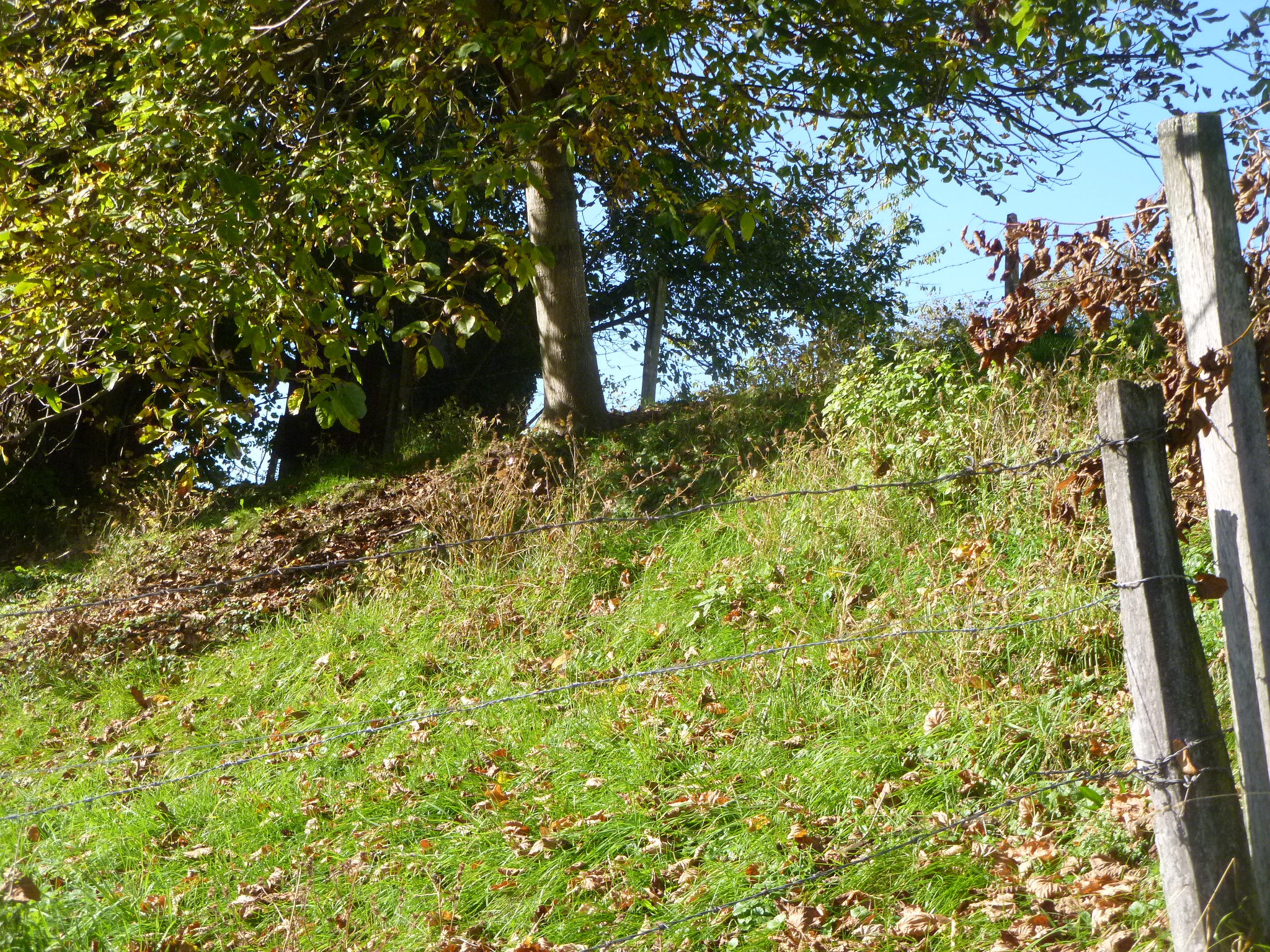
Reste des Burgstalls Mühlberg

Der abgegangene Burgstall Mühlberg (Eugendorf) befand sich in dem Ortsteil Mühlberg der Gemeinde Eugendorf im Land Salzburg. In unmittelbarer Nähe des Burgstalls liegt die Filialkirche St. Leonhard in Mühlberg, die ursprünglich wohl eine adelige Eigenkirche war (heute: Am Mühlberg 3).

## Geschichte
Unterhalb des Mühlbergs verlief die alte Gerichtsgrenze zwischen den Pflegen Altentann, Lichtentann und Neuhaus. Um 1180 wird ein Volmar von Mühlberg als Zeuge bei einer Gutsübergabe des Hartwigs von Seekirchen an das Kloster Raitenhaslach genannt. Die Mühlberger waren vermutlich Gefolgsleute (sog. Einschildritter) der Herren von Kalham.
Zwischen 1355 und 1679 wohnten jeweils drei Priester in Mühlberg. Bis 1520 bewohnten diese den alten Wehrturm, auch „Kasten“ genannt, dann zogen sie in das daneben liegende Bauerngut um. Das Gut Mühlberg wurde in der Folge an Adelige verkauft, nur ein Priestersenior verblieb hier als Messeleser. 1785 wurde das Mühlberggut aus dem Erbe des Franz von Aman versteigert und das Gut wurde bäuerlicher Besitz. Zuerst war hier die Familie Wendlinger ansässig und seit 1892 die Familie Plackner. Am Neujahrstag 1801 stürmten französische Soldaten Mühlberg und die Kirche; da sie keine allerdings Sakristeischätze vorfanden, wurden die Bäuerin Monika Wendlinger und drei ihrer vier Kinder als Reaktion darauf vergiftet.

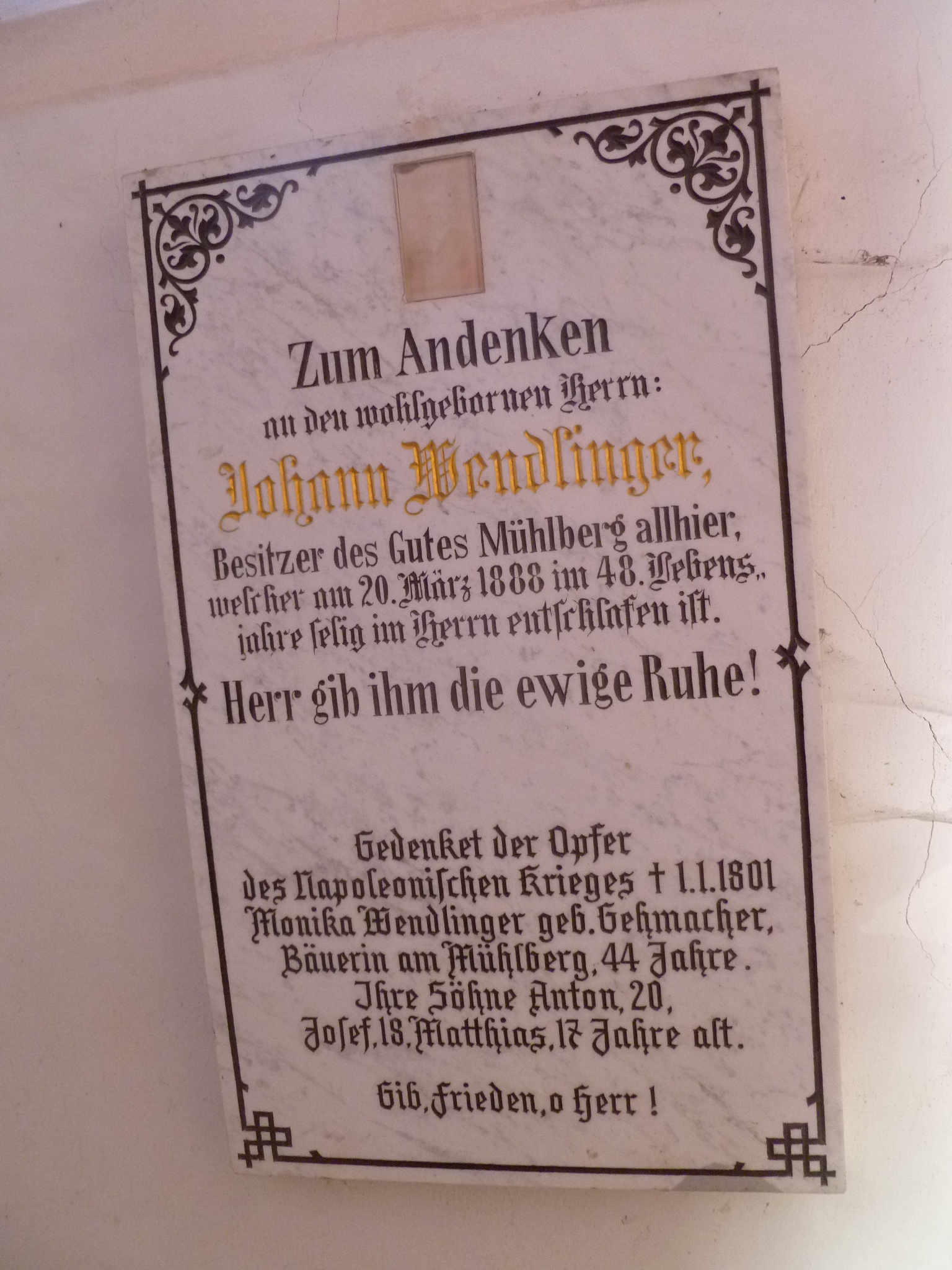
Gedenktafel an die in den Franzosenkriegen Getöteten der Familie Wendlinger

Bis zur Grundentlastung, das entsprechende Patent für Österreich stammt vom 7. September 1848, war das Mühlberggut zum Kollegiatstift Seekirchen abgabepflichtig.

## Burgstall Mühlberg heute
Um 1850 verschwand der Wehrturm mitsamt dem Verbindungstrakt zur Kirchenempore. Reste einer Mauer sind unterhalb der Kirche St. Leonhard kaum noch erkennbar. Die Existenz einer Wehranlage an diesem Ort wird aber durch ein Ölbild von 1770 nahegelegt, das neben der Kirche einen schlanken Wehrturm und eine Ringmauer zeigt. Dieser war vermutlich dreigeschoßig und mit einem Pyramidendach gedeckt. Das Gebäude diente vermutlich später den Seekirchner Pfarrern als Wohngebäude; es war mit der Kirche durch einen Trakt verbunden, durch den man unmittelbar in den Kirchturm bzw. auf die Empore kam.  Das früher in der Kirche St. Leonhard zu sehende Bild ist heute nicht mehr auffindbar.